# Kotaro Nakao
Kotaro Nakao (中尾 幸太郎 Nakao Kotaro?), född 8 juni 1969 i Nagasaki prefektur, är en japansk före detta fotbollsspelare.
Nakao började sin karriär 1992 i Kawasaki Steel (Vissel Kobe). Efter Vissel Kobe spelade han för Sagawa Express Tokyo, Sagawa Express Osaka och FC Mi-O Biwako Kusatsu. Han avslutade karriären 2007.